# Chotovice (Liberec)
Chotovice é uma comuna checa localizada na região de Liberec, distrito de Česká Lípa‎.